# Cavalaire-sur-Mer
Ne doit pas être confondu avec Cavalière (Var).
Cavalaire-sur-Mer est une commune française située dans le département du Var, en région Provence-Alpes-Côte d'Azur.

## Géographie

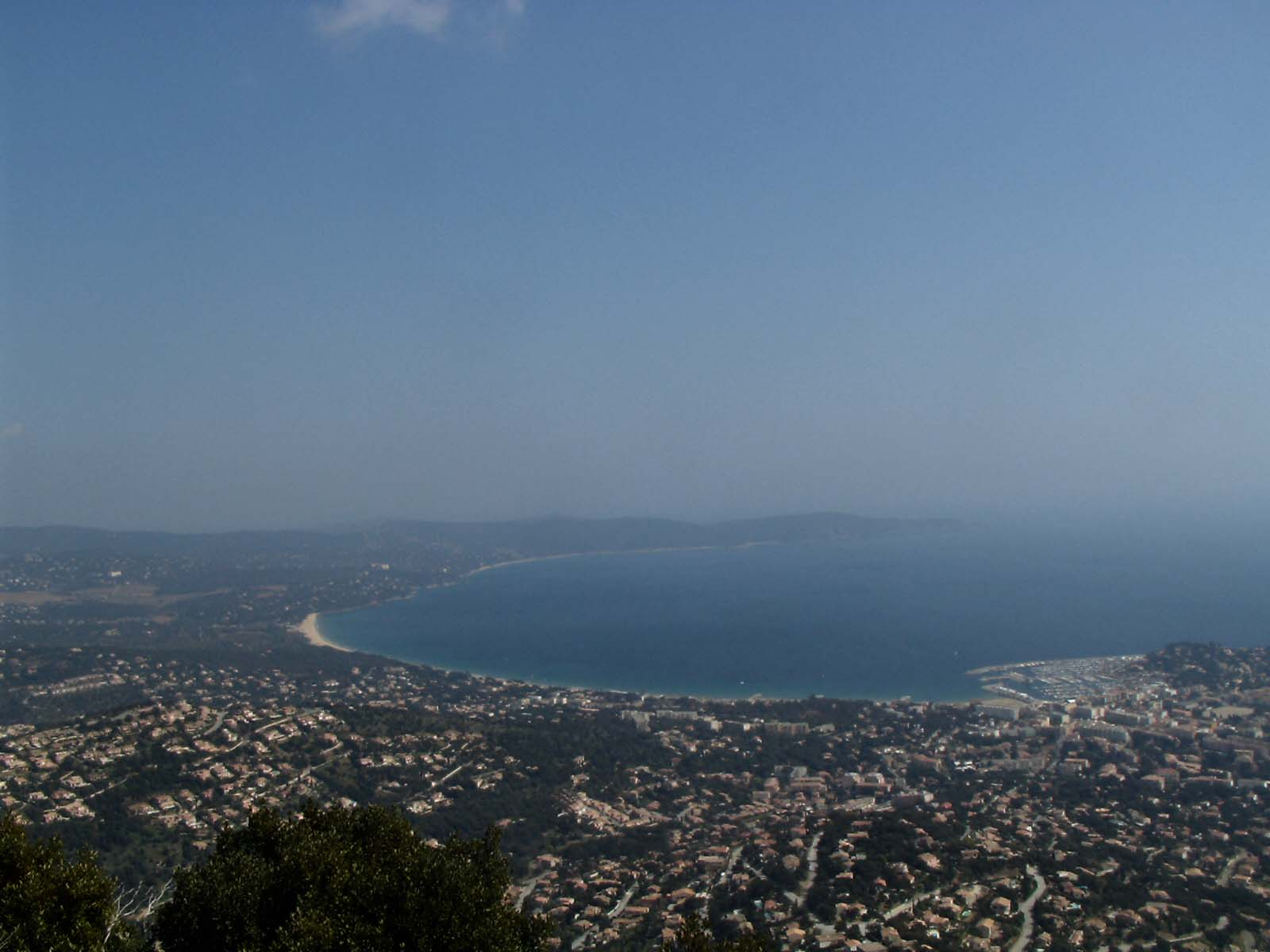
La baie de Cavalaire et le cap Lardier.

### Localisation
Cavalaire-sur-Mer se trouve sur la côte méditerranéenne, entre Saint-Tropez et Le Lavandou, dans le département du Var (83), au fond de la baie du même nom, et au pied des premières pentes du Massif des Maures. 

### Géologie et relief
Le sud et le sud-est de la commune, ainsi que le centre-ville de Cavalaire, sont en bord de mer, l'altitude est donc de 0 m. Le reste de la commune est vallonné, les points culminants, Montjean (460 m) et Le Peynier (387 m), se situant au nord, limitrophes de la commune de Cogolin.
La baie de Cavalaire est entourée par deux caps, le cap Cavalaire à l'ouest et le cap Lardier à l'est. Le cap Lardier est entièrement situé sur la commune voisine de La Croix-Valmer, tandis que le cap Cavalaire et le hameau du Dattier (ancienne gare du Train des Pignes) encore plus à l'ouest sont situés sur le territoire de la commune de Cavalaire.
Connue en tant que station balnéaire, on y trouve deux types de plages : celle de la baie, longue plage de sable de 3 km de long, et les criques à l'ouest du cap Cavalaire, comme Bonporteau, ou la Nasque, au hameau du Dattier.

### Lieux-dits et hameaux
La commune compte de nombreux hameaux et lieux-dits :
- le hameau du Dattier
- les Pierrugues
- le Cros de Mouton
- l'Eau Blanche
- Pardigon
- les Sauvagières.

### Voies de communications et transports

#### Voies routières
- Cavalaire est accessible par la route côtière RD 559, entre La Croix-Valmer et le Rayol-Canadel-sur-Mer.
- Gare routière[1].

#### Transports en commun
- Azur

En période estivale, la municipalité met en place un service de bus reliant les différents quartiers de la ville aux plages. De plus, plusieurs lignes de bus relient Cavalaire aux communes voisines, par exemple :
- La Croix-Valmer - Le Lavandou - Toulon Ligne 878 ;
- Saint-Tropez - Le Lavandou - Toulon Ligne 878
- Cavalaire - Saint-Raphaël  Ligne 874 ;
- Saint-Tropez - aéroport de Hyères  Ligne 873.

Dans le Var, avec Varlib / Zou !, 248 lignes (lignes scolaires comprises) assurent les rotations entre les communes varoises, en dehors des zones urbaines de Toulon, Draguignan et Fréjus-Saint Raphaël.

#### Lignes SNCF
- La gare TGV la plus proche est la gare de Saint-Raphaël-Valescure[4].
- Gare de Marseille-Saint-Charles,
- Gare de Nice-Ville,
- Gare de Toulon.

#### Transports aériens
Les aéroports les plus proches sont :
- Aéroport de Toulon-Hyères (L'aéroport le plus proche),
- Aéroport de Marseille Provence,
- Aéroport de Nice-Côte d'Azur.
- En période estivale, une liaison maritime est disponible entre le port de Cavalaire et celui de Saint-Tropez.

#### Ports
- Ports en Provence-Alpes-Côte d'Azur :
  - Port de Cavalaire
  - Rade de Toulon,
  - Port Lympia (port de Nice),
  - Port de Marseille,
  - Port Hercule (Port de Monaco).

### Sismicité
Commune située dans une zone de sismicité faible.

### Hydrographie et les eaux souterraines
Cavalaire est traversée par plusieurs cours d'eau :
- le Fenouillet, fleuve côtier de 3,9 km[6], ainsi que son affluent, le Malatra[7] ;
- les Collières, fleuve côtier[8] ;
- la Carrade[9], fleuve côtier ;
- la Fontaine du Merle, fleuve côtier[10] ;
- la Castillane, fleuve côtier.

Cavalaire-sur-Mer dispose d'une station d'épuration d'une capacité de 68 000 équivalent-habitants.

### Climat
Pour des articles plus généraux, voir Climat de Provence-Alpes-Côte d'Azur et Climat du Var.
En 2010, le climat de la commune est de type climat méditerranéen franc, selon une étude du Centre national de la recherche scientifique s'appuyant sur une série de données couvrant la période 1971-2000. En 2020, Météo-France publie une typologie des climats de la France métropolitaine dans laquelle la commune est exposée à un climat méditerranéen et est dans la région climatique  Var, Alpes-Maritimes, caractérisée par une pluviométrie abondante en automne et en hiver (250 à 300 mm en automne), un très bon ensoleillement en été (fraction d’insolation > 75 %), un hiver doux (8 °C) et peu de brouillards. 
Pour la période 1971-2000, la température annuelle moyenne est de 15,4 °C, avec une amplitude thermique annuelle de 14,6 °C. Le cumul annuel moyen de précipitations est de 838 mm, avec 6,9 jours de précipitations en janvier et 1,4 jours en juillet. Pour la période 1991-2020, la température moyenne annuelle observée sur la station météorologique de Météo-France la plus proche, « Cogolin_sapc », sur la commune de Cogolin à 9 km à vol d'oiseau, est de 15,6 °C et le cumul annuel moyen de précipitations est de 958,0 mm. 
La température maximale relevée sur cette station est de 42 °C, atteinte le 22 août 2023 ; la température minimale est de −9,5 °C, atteinte le 30 décembre 2005,,. 
| Mois                                  | jan.          | fév.            | mars          | avril         | mai           | juin          | jui.          | août         | sep.          | oct.            | nov.            | déc.          | année     |
| ------------------------------------- | ------------- | --------------- | ------------- | ------------- | ------------- | ------------- | ------------- | ------------ | ------------- | --------------- | --------------- | ------------- | --------- |
| Température minimale moyenne (°C)     | 2,7           | 2,5             | 4,8           | 7,5           | 10,9          | 14,3          | 16,5          | 16,4         | 13,3          | 10,8            | 6,5             | 3,7           | 9,2       |
| Température moyenne (°C)              | 8,1           | 8,5             | 11,1          | 13,9          | 17,6          | 21,7          | 24,3          | 24,3         | 20,5          | 16,6            | 11,9            | 8,9           | 15,6      |
| Température maximale moyenne (°C)     | 13,6          | 14,4            | 17,3          | 20,2          | 24,3          | 29,1          | 32            | 32,2         | 27,6          | 22,5            | 17,2            | 14,1          | 22        |
| Record de froid (°C) date du record   | −8,5 07.01.02 | −8,3 13.02.1999 | −7,7 02.03.05 | −2,8 08.04.21 | 3,1 07.05.19  | 4,8 03.06.06  | 8,2 17.07.00  | 7,7 23.08.07 | 4,4 20.09.01  | −2,7 30.10.1997 | −7,4 23.11.1998 | −9,5 30.12.05 | −9,5 2005 |
| Record de chaleur (°C) date du record | 22,4 19.01.07 | 26,4 03.02.20   | 27,1 31.03.21 | 29,3 07.04.11 | 33,9 29.05.05 | 39,9 27.06.19 | 40,3 19.07.23 | 42 22.08.23  | 35,5 11.09.23 | 33,3 03.10.23   | 27,4 14.11.23   | 23,4 24.12.22 | 42 2023   |
| Précipitations (mm)                   | 95,9          | 76,1            | 70,2          | 82,1          | 58,7          | 32,2          | 13,9          | 20,6         | 73,8          | 135,6           | 177,5           | 121,4         | 958       |

| Diagramme climatique                                  |             |             |             |              |              |            |              |              |               |              |              |
| J                                                     | F           | M           | A           | M            | J            | J          | A            | S            | O             | N            | D            |
| 13,62,795,9                                           | 14,42,576,1 | 17,34,870,2 | 20,27,582,1 | 24,310,958,7 | 29,114,332,2 | 3216,513,9 | 32,216,420,6 | 27,613,373,8 | 22,510,8135,6 | 17,26,5177,5 | 14,13,7121,4 |
| Moyennes : • Temp. maxi et mini °C • Précipitation mm |             |             |             |              |              |            |              |              |               |              |              |

Les paramètres climatiques de la commune ont été estimés pour le milieu du siècle (2041-2070) selon différents scénarios d'émission de gaz à effet de serre à partir des nouvelles projections climatiques de référence DRIAS-2020. Ils sont consultables sur un site dédié publié par Météo-France en novembre 2022.

## Urbanisme

### Typologie
Au 1er janvier 2024, Cavalaire-sur-Mer est catégorisée petite ville, selon la nouvelle grille communale de densité à sept niveaux définie par l'Insee en 2022.
Elle appartient à l'unité urbaine de Cavalaire-sur-Mer, une agglomération intra-départementale regroupant deux  communes, dont elle est ville-centre,,. Par ailleurs la commune fait partie de l'aire d'attraction de Cavalaire-sur-Mer, dont elle est la commune-centre,. Cette aire, qui regroupe 1 communes, est catégorisée dans les aires de moins de 50 000 habitants,.
La commune, bordée par la mer Méditerranée, est également une commune littorale au sens de la loi du 3 janvier 1986, dite loi littoral. Des dispositions spécifiques d’urbanisme s’y appliquent dès lors afin de préserver les espaces naturels, les sites, les paysages et l’équilibre écologique du littoral, tel le principe d'inconstructibilité, en dehors des espaces urbanisés, sur la bande littorale des 100 mètres, ou plus si le plan local d’urbanisme le prévoit.

### Occupation des sols
Le tableau ci-dessous présente l'occupation des sols de la commune en 2018, telle qu'elle ressort de la base de données européenne d’occupation biophysique des sols Corine Land Cover (CLC).
| Type d’occupation                  | Pourcentage | Superficie (en hectares) |
| ---------------------------------- | ----------- | ------------------------ |
| Tissu urbain continu               | 1,7 %       | 26                       |
| Tissu urbain discontinu            | 42,1 %      | 714                      |
| Zones portuaires                   | 0,6 %       | 10                       |
| Equipements sportifs et de loisirs | 1,7 %       | 29                       |
| Forêts de feuillus                 | 0,05 %      | 1                        |
| Forêts mélangées                   | 2,9 %       | 50                       |
| Végétation sclérophylle            | 50,1 %      | 849                      |
| Mers et océans                     | 0,8 %       | 14                       |
| Source : Corine Land Cover         |             |                          |

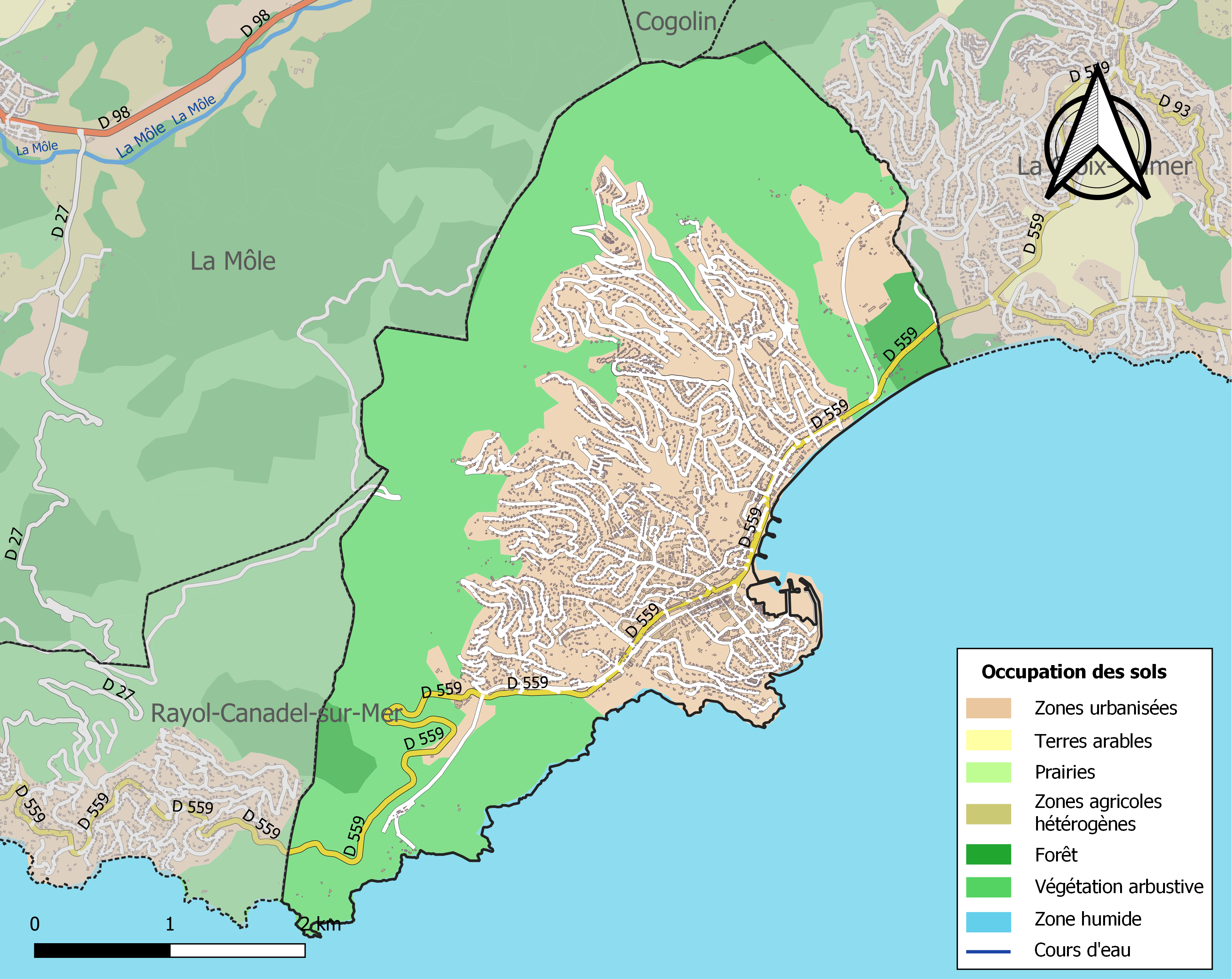
Carte des infrastructures et de l'occupation des sols de la commune en 2018 (CLC).

L'occupation des sols est marquée par la nette prédominance de la végétation sclérophylle sur la forêt ainsi que par une forte urbanisation du territoire et l'absence de terres agricoles. La superficie des zones urbanisées est passée de 640 ha à 740 ha entre 1990 et 2018.

## Toponymie
Le toponyme Cavalaire provient du nom de l'ancienne colonie grecque Heraclea Caccabaria, ou simplement Caccabaria. Au Moyen-Âge, la localité, alors un hameau de Gassin, est dénommée en provençal Cavalaïro, Cavalairo ou Cavalaira.
Si l'étymologie d'Heraclea est bien connue (Héraclée désigne de nombreuses cités étrusques, phéniciennes ou grecques dédiées à Héraclès),, celle de Caccabaria est incertaine. Plusieurs hypothèses ont été avancées. L'une fait dériver le toponyme du grec ancien κακκαβη / caccabé signifiant « tête de cheval », laquelle était un symbole de Carthage, en soulignant que le terme provençal cavalaïro désigne également une tête de cheval tenant à son cou,. Une autre le fait dériver du grec ancien κακκαβαρια / caccabaria ou κακκαβος  / caccabos signifiant « marmite » sans lien vraiment logique. Certains rapprochent le toponyme Cavalaire du latin vulgaire caballus signifiant « cheval ». Une dernière hypothèse le rattache à la racine prélatine kab- signifiant « hauteur » qui a pu donner également Chalon, toponyme pour lequel la racine caballus est également évoquée. La question n'est donc pas définitivement tranchée.

## Histoire

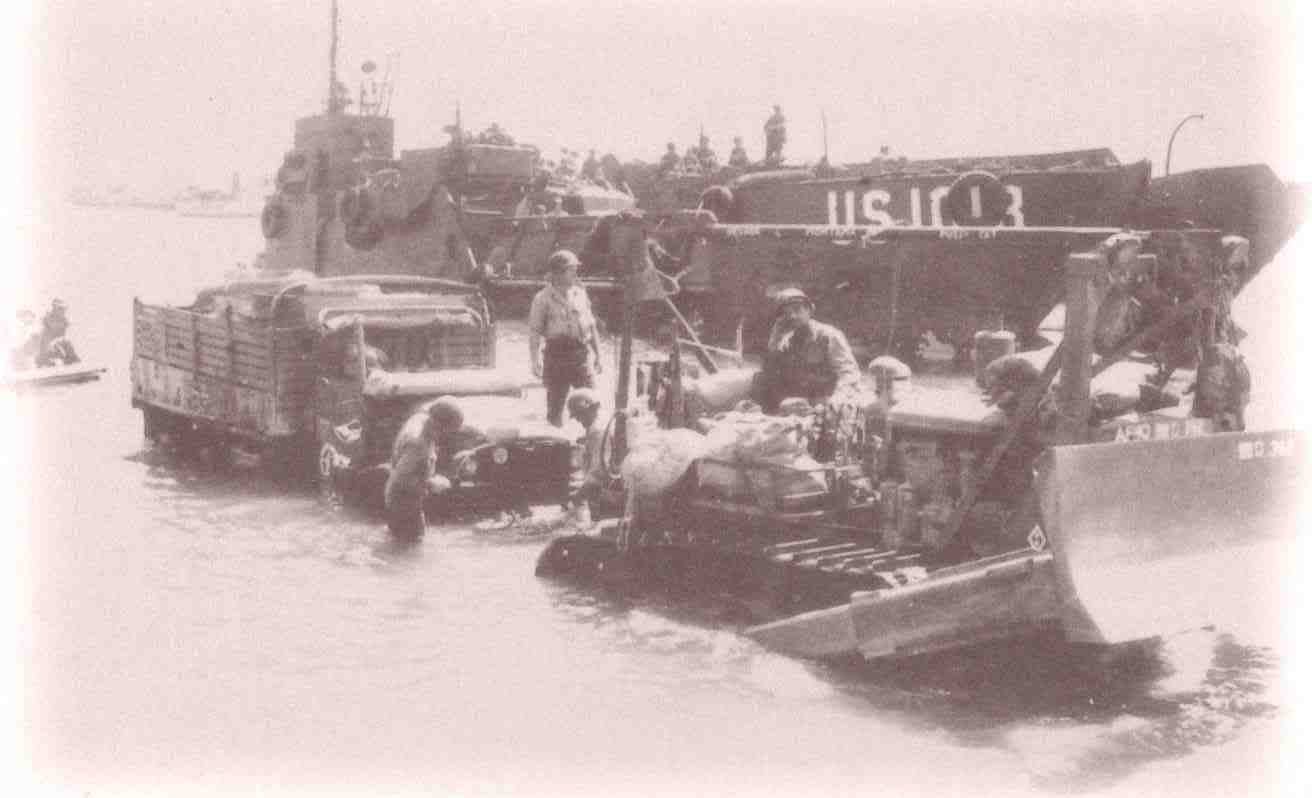
Le débarquement de 1944 à Cavalaire.

Cavalaire-sur-Mer est probablement une ancienne colonie phénicienne du nom d'Héracléa Caccabaria. On trouve aussi des restes d'une occupation gallo-romaine à Pardigon.
La commune fut détachée de Gassin en 1929.
Le village est placé sur le tracé de l'ancienne voie ferrée Saint-Raphaël - Toulon (parfois appelé train des Pignes), aujourd'hui disparue. On peut cependant remarquer l'emplacement de l'ancienne voie ferrée et suivre son tracé, et ce sur une bonne partie de la côte depuis le Lavandou jusqu'à Saint-Raphaël, existe même à Cavalaire un « chemin du train des Pignes ».
Le village a aussi été le lieu d'importantes opérations militaires lors du débarquement allié en Provence durant la seconde Guerre mondiale : le 15 août 1944, ont participé au débarquement de Provence, dans la zone de Cavalaire, les trois divisions d'infanterie américaine (3e, 45e et 36e DI), appuyées par la 1re division blindée française aux ordres du général Jean Touzet du Vigier. En souvenir du débarquement, la municipalité organise chaque année au 15 août des festivités comprenant un défilé de voitures militaires et une reconstitution de campement militaire.

## Politique et administration

### Liste des maires
Depuis sa création, douze maires se sont succédé à la tête de Cavalaire :
| Période        | Période                   | Identité                                  | Étiquette       | Qualité |
| -------------- | ------------------------- | ----------------------------------------- | --------------- | --- |
| octobre 1929   | août 1933                 | Eugène Décanis                            |                 | |
| août 1933      | décembre 1936 (démission) | Léon André                                |                 | |
| décembre 1936  | septembre 1941            | Benjamin Gaillard                         | SFIO            | Hôtelier Conseiller d’arrondissement du canton de Saint-Tropez (1937 → ?) |
| septembre 1941 | août 1944                 | Marcel Chameron                           |                 | |
| août 1944      | septembre 1944            | Antonin Porte                             | SE              | |
| septembre 1944 | mars 1959                 | Benjamin Gaillard                         | SFIO            | Hôtelier Conseiller général du canton de Saint-Tropez (1945 → 1949) Réélu en 1945, 1947, 1949 et 1953                                                                                              |
| mars 1959      | mars 1965                 | Charles Pomes                             | SE              | Général de brigade |
| mars 1965      | mai 1973 (décès)          | Benjamin Gaillard                         | SFIO            | Hôtelier Réélu en 1971 |
| juillet 1973   | mars 1977                 | Léon Jacques André                        | SE              | |
| mars 1977      | 1982                      | Paulin Léonelli                           | SE              | Commerçant |
| 1982           | mars 2008                 | Louis Foucher                             | UDF-PR puis UMP | Réélu en 1983, 1989, 1995 et 2001 |
| mars 2008      | mars 2014                 | Annick Napoléon                           | UMP             | Commerçante Conseillère régionale de Provence-Alpes-Côte d'Azur (2010 → 2015) Vice-présidente de la CC du golfe de Saint-Tropez (2013 → 2014) Suppléante du député Jean-Michel Couve (2012 → 2017) |
| mars 2014      | en cours                  | Philippe Léonelli Fils de Paulin Léonelli | DVD             | Ancien gérant de sociétés 3e vice-président de la CC du golfe de Saint-Tropez (2014 → ) |

### Intercommunalité
La commune de Cavalaire-sur-Mer fait partie de la Communauté de communes du Golfe de Saint-Tropez.

### Budget et fiscalité 2020
En 2020, le budget de la commune était constitué ainsi :
- total des produits de fonctionnement : 17 877 000 €, soit 2 394 € par habitant ;
- total des charges de fonctionnement : 16 620 000 €, soit 2 359 € par habitant ;
- total des ressources d'investissement : 3 640 000 €, soit 487 € par habitant ;
- total des emplois d'investissement : 5 259 000 €, soit 704 € par habitant ;
- endettement : 15 020 000 €, soit 2 011 € par habitant.

Avec les taux de fiscalité suivants :
- taxe d'habitation : 20,18 % ;
- taxe foncière sur les propriétés bâties : 15,17 % ;
- taxe foncière sur les propriétés non bâties : 48,64 % ;
- taxe additionnelle à la taxe foncière sur les propriétés non bâties : 0,00 % ;
- cotisation foncière des entreprises : 0,00 %.

Chiffres clés Revenus et pauvreté des ménages en 2018 : médiane en 2018 du revenu disponible, par unité de consommation : 21 910 €.

### Jumelages
| Jimeï |

| Cavalaire-sur-Mer Pino Torinese Wolfach Santa Margherita Ligure |

| New Port Richey |

Cavalaire est jumelé avec trois villes :
- Pino Torinese (Italie) depuis 1973.
- Wolfach (Allemagne) depuis 1984.
- New Port Richey (États-Unis) depuis 1990.

Le comité de jumelage a également établi des liens, en vue de jumelage, avec :
- District de Jimei (Chine) depuis 2005.
- Santa Margherita Ligure (Italie) depuis 2006.

## Population et société

### Démographie
L'évolution du nombre d'habitants est connue à travers les recensements de la population effectués dans la commune depuis 1931. Pour les communes de moins de 10 000 habitants, une enquête de recensement portant sur toute la population est réalisée tous les cinq ans, les populations de référence des années intermédiaires étant quant à elles estimées par interpolation ou extrapolation. Pour la commune, le premier recensement exhaustif entrant dans le cadre du nouveau dispositif a été réalisé en 2008.

En 2022, la commune comptait 7 895 habitants, en évolution de +8,6 % par rapport à 2016 (Var : +4,98 %, France hors Mayotte : +2,11 %).
| 1931 | 1936 | 1946 | 1954 | 1962  | 1968  | 1975  | 1982  | 1990  |
| ---- | ---- | ---- | ---- | ----- | ----- | ----- | ----- | ----- |
| 785  | 825  | 750  | 952  | 1 372 | 2 116 | 2 710 | 3 912 | 4 188 |

| 1999  | 2006  | 2008  | 2013  | 2018  | 2022  | - | - | - |
| ----- | ----- | ----- | ----- | ----- | ----- | - | - | - |
| 5 237 | 6 351 | 6 667 | 7 150 | 7 499 | 7 895 | - | - | - |

### Enseignement
Établissements d'enseignements :
- Écoles maternelle et primaire[44],
- Collèges à Cogolin, Gassin,
- Lycées à Gassin, Saint-Tropez[45].

### Sports
Divers clubs de sport animent la vie cavalairoise :
- Un aéro-club propose des baptêmes de l'air en ULM ;
- Le club d'aïkido, de judo et de karaté dispense des cours d'arts martiaux au sein du complexe Fernand-Ottavi.

### Santé
Professionnels et établissement de santé :
- De nombreux professionnels de santé sont installés sur la commune[47], dont certains à la maison médicale Le Caducée.
- L'hôpital le plus proche se trouve à Gassin[48], le centre hospitalier du Golfe de Saint-Tropez.
- Pharmacies.

### Cultes
- La paroisse Saint-Laurent de Cavalaire-sur-Mer, de culte catholique, dépend du diocèse de Fréjus-Toulon, doyenné de Saint-Tropez[49].

## Économie

### Développement fluvial
L'arrêté préfectoral du 8 avril 2019 a autorisé, en application de l’article L. 214-3 du code de l’environnement, la commune de Cavalaire-sur-Mer à réaliser son opération de redéploiement du port de Cavalaire-sur-Mer.

### Tourisme
La situation balnéaire de Cavalaire, en bord de Méditerranée, permet un fort développement du tourisme. En plus de ses 4 km de plages de sable fin, la commune dispose d'une station nautique labellisée, proposant plusieurs activités : plongée, voile, jet ski, excursions maritimes. La ville bénéficie également des activités locales des villes comme Saint-Tropez, Ramatuelle, ou Grimaud. L'hébergement touristique est varié : hôtels, camping, résidences de vacances.

### Agriculture
Cavalaire-sur-Mer comportait jusqu'aux début du XXe siècle deux cultures principales : l'élevage de vers à soie et la culture de la vigne. Avec le développement du tourisme sur la côte d'Azur qui n'a cessé de monter en puissance depuis le début du XXe siècle, l'élevage de vers à soie a été totalement abandonné. Il ne reste plus que la culture viticole.
Aujourd'hui, la commune compte plusieurs domaines viticoles dont la Villa de Pardigon ou le domaine de la Pertuade

## Culture locale et patrimoine

### Lieux et monuments

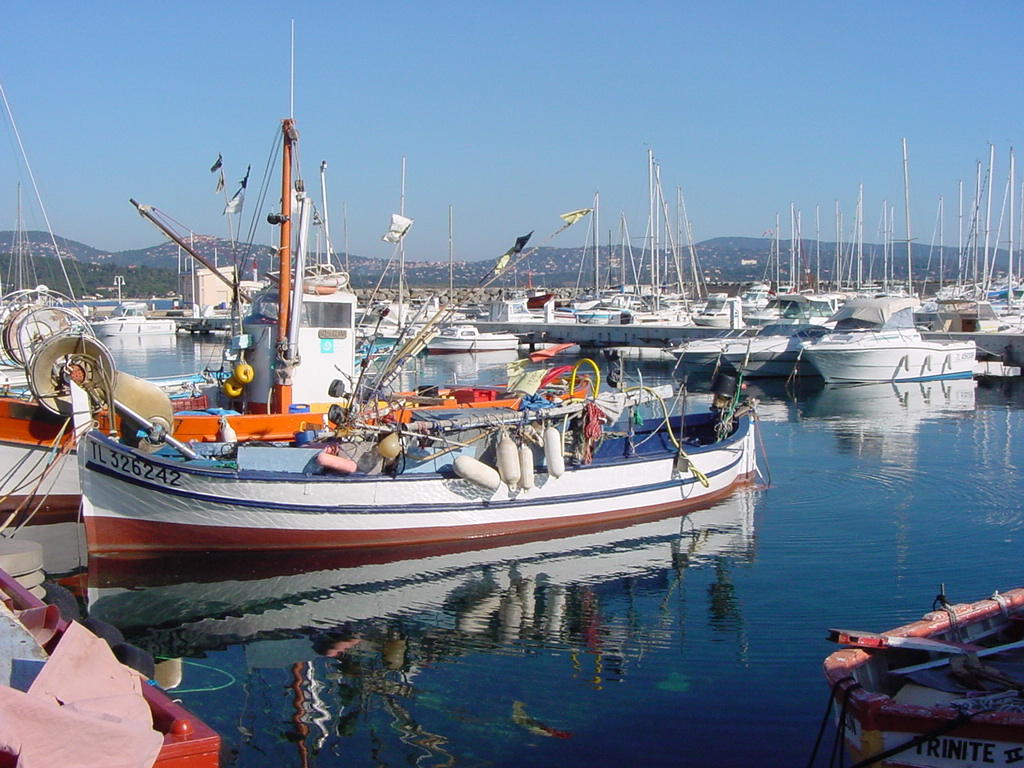
Pointus dans le port de Cavalaire.

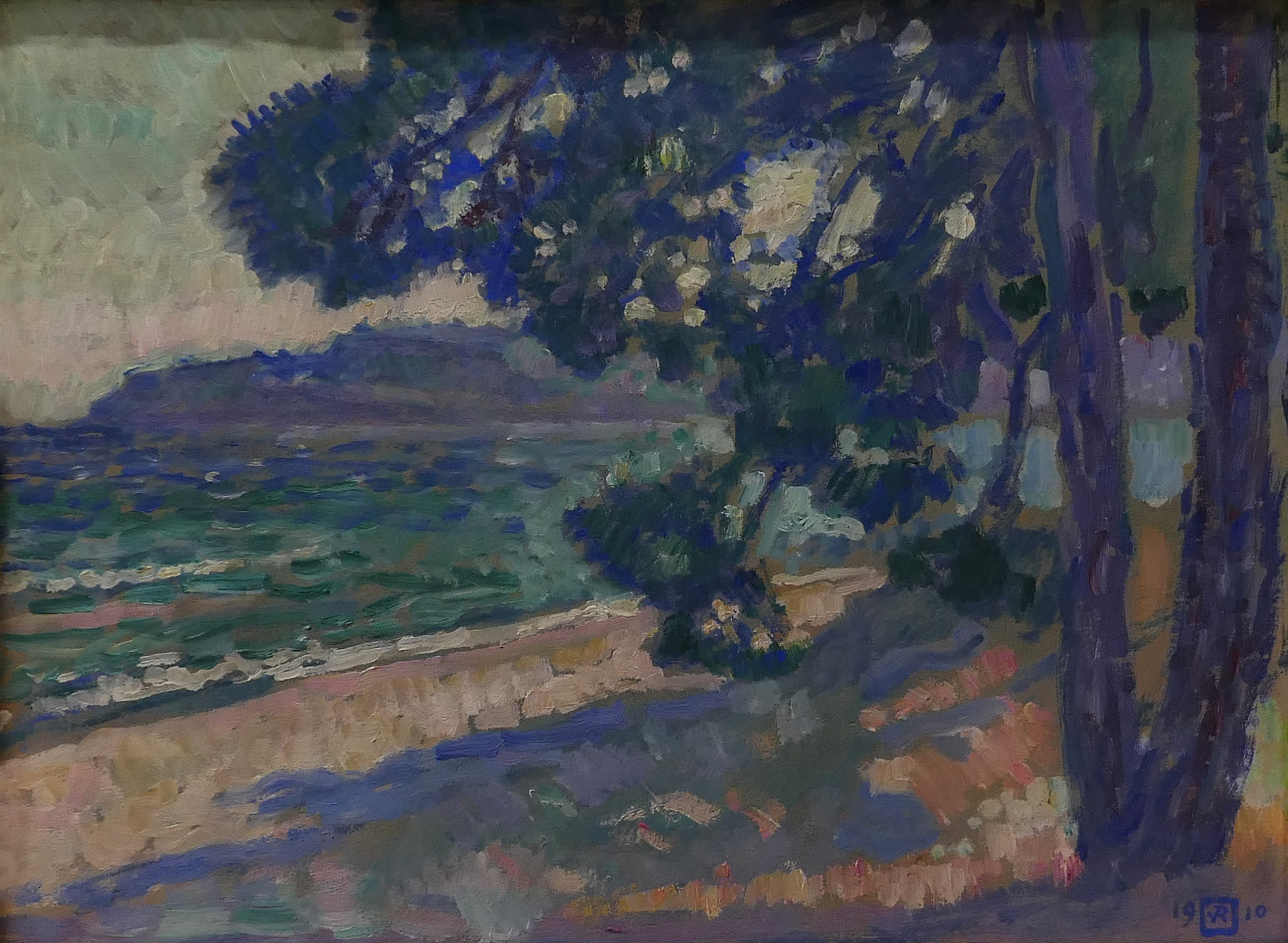
Plage de Cavalaire par Théo Van Rysselberghe, 1910, musée de Grenoble.

- Église Saint-Laurent[58],[59],[60],

et ses vitraux contemporains de J.A Ducatez, plasticien, maître verrier.
- Villa romaine de Pardigon, site romain.
- Chapelle de Pardigon.

Chapelle funéraire autrefois privée, construite en 1882 pour Aimable Pardigon, ancien maire de Gassin, par sa veuve. La chapelle, qui jouxtait autrefois la vaste demeure de la famille Pardigon, est aujourd'hui propriété du Conservatoire du Littoral. Elle est en cours de restauration avec le soutien de la Fondation du patrimoine. Les murs de l'édifice sont en serpentinite, la toiture en ardoise. Les murs sont décorés de peintures murales (très abîmées) simulant un appareillage de pierres et des draperies.
- Les Pointus du port, toujours en activité, typiques bateaux de pêche provençaux, dont le Tramontane, racheté par la commune en 1992[63].
- La fontaine de la rue du Port[64].
- La Maison Foncin et son jardin méditerranéen, propriété de Pierre Foncin et léguée par ses filles au Conservatoire du littoral[65].
- Maison dite Villa My plai[66].
- Patrimoine sous-marin : une douzaine d'épaves se situent dans la baie de Cavalaire[67].
- Oppidum de Montjean : d'époque ligure[68].
- Cimetière intercommunal de Cavalaire-sur-Mer et La Croix-Valmer[69].
- Monuments commémoratifs :
  - Monument commémorant le débarquement et la libération de Cavalaire[70].
  - Monument aux morts de la guerre de 1914-1918[71].
  - Plaque commémorative[72].

### Patrimoine naturel
En collaboration avec la mairie de Ramatuelle, le conseil général du Var et le Conseil régional de Provence-Alpes-Côte d'Azur, l'observatoire marin du SIVOM du littoral des Maures est créé en 1996. Installé dans la commune de Cavalaire-sur-Mer, il a pour objectif la gestion et l'observation des milieux marins et leur littoral.

### Équipements culturels
- Cavalaire dispose d'une salle de cinéma d'environ 110 places située dans la Maison de la Mer.
- une médiathèque qui offre, sur 1 200 m2 et deux niveaux, des espaces presse, expositions, jeunesse, multimédia, etc. Le salon de lecture est riche de 750 ouvrages de La Pléiade et de 3600 livres patrimoniaux. On y trouve également un auditorium de 66 places[74].
- l'Espace archéologique municipal Aristide Fabre (à la Maison de la Mer). Des expositions temporaires, généralement annuelles, permettent de mieux découvrir le riche passé de la commune : l'oppidum de Montjean, la villa de Pardigon, les épaves sous-marines... Des conférences et des « ateliers du petit archéologue » ont également lieu.
- l'Office municipal de la Culture qui gère notamment l'école de musique, des ateliers de théâtre et des cours de dessins. L'OMC organise chaque année un salon des Arts.
- La Gare. Il s'agit de l'ancienne gare du « Train des Pignes » reconvertie depuis 2020 en un espace d'expositions et d'expressions artistiques.

### Personnalités liées à la commune
- Raymond Duncan (1874-1966) philosophe, artiste, poète, artisan et danseur américain, frère de la danseuse Isadora Duncan. Il décède dans la commune en 1966.
- Yves de Verdilhac (1910-1998), écrivain et magistrat français, connu sous le nom de plume de Serge Dalens. Il a séjourné pendant son enfance à Cavalaire et y situe l'action de son roman scout La tache de vin.
- Pierre Phelipon (né en 1935), footballeur et entraîneur français.
- Vincent Lagaf' (né en 1959), humoriste, chanteur, comédien et animateur de télévision français.
- Patrice Martin (né en 1964), skieur nautique français.

### Héraldique
|  | Les armoiries de Cavalaire-sur-Mer se blasonnent ainsi : De gueules au bateau phénicien d'or, habillé d'argent, voguant sur une mer d'azur, agitée aussi d'argent, accompagné en chef à dextre d'un soleil levant aussi d'or et à senestre d'un perdreau du même. |